# Gorczyciana
Gorczyciana is een geslacht van wantsen uit de familie van de Miridae (Blindwantsen). Het geslacht werd voor het eerst wetenschappelijk beschreven door Wolski & Taszakowski in 2023.

## Soorten
Het genus is monotypisch en bevat alleen de volgende soort:

- Gorczyciana sulawesica Wolski & Taszakowski, 2023